# Мотајица
Мотајица је планина на северу Републике Српске, БиХ. На њој се налази неколико планинских врхова виших од 500 метара надморске висине, међу којима су највиши: Градина (652 m), Липаја (643 m) и Остраја (521 m). 
Мотајица је планина богата гранитом, и на њеној северној страни дуж Саве је било више рудника.
Такође у подножију планине Мотајице, налази се и Манастир Осовица.

## Галерија
- Поглед на планину Мотајицу са гробља села Громачника, Славонија, Република Хрватска, из трема католике капелице светог Луке